# Nocturne-Quadrille
Die Nocturne-Quadrille ist eine Quadrille von Johann Strauss (Sohn) (op. 120). Sie wurde am 24. September 1852 im Wiener Volksgarten erstmals aufgeführt.

## Einzelnachweis
1. ↑  Quelle: Englische Version des Booklets (Seiten 14 und 85) in der 52 CDs umfassenden Gesamtausgabe der Orchesterwerke von Johann Strauß (Sohn), Hrsg. Naxos (Label). Das Werk ist als achter Titel auf der 1. CD bzw. als neunter Titel auf der 31. CD zu hören.